# Akvarell

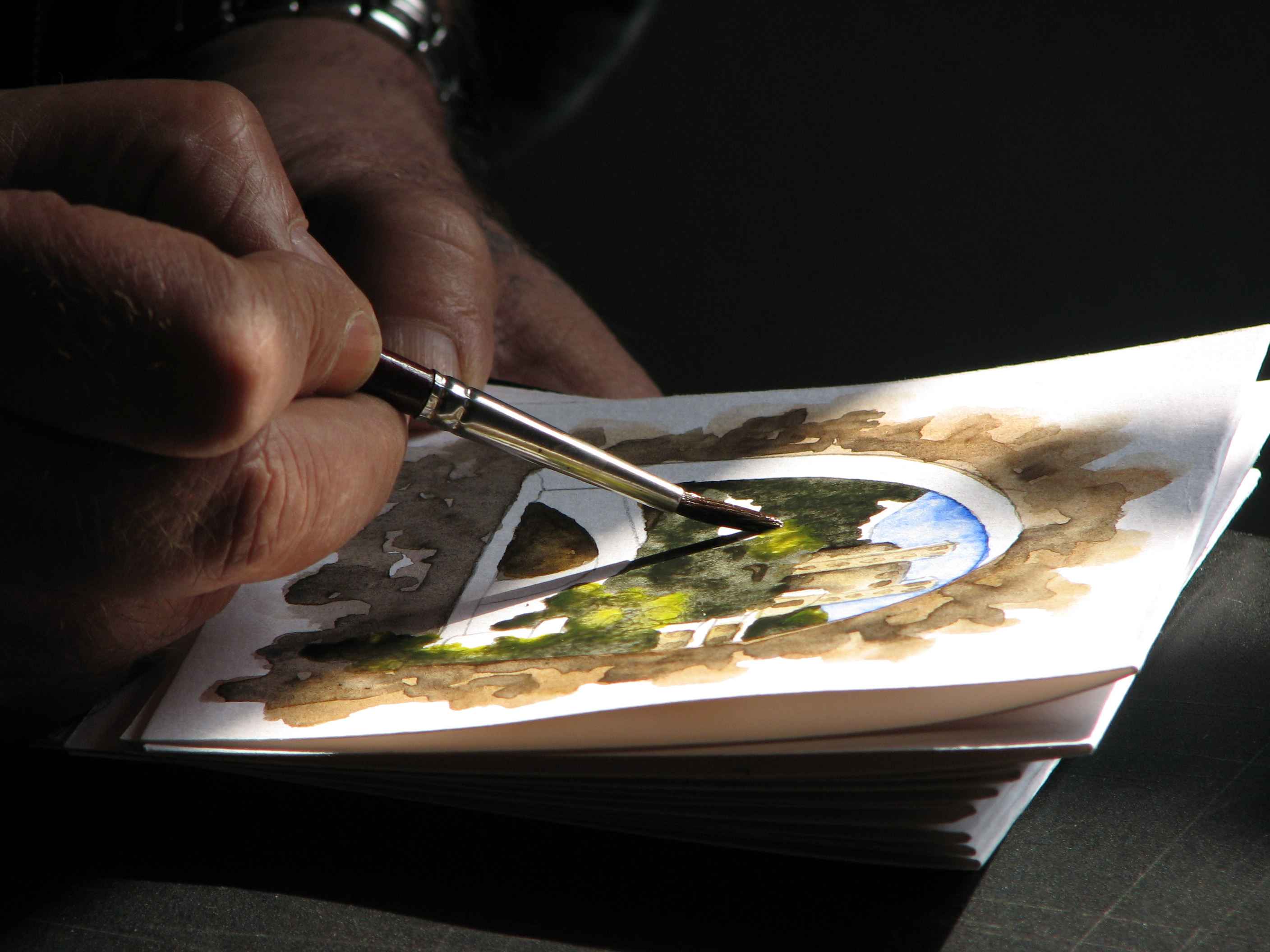
Festés vízfestékkel és körecsettel

Az akvarell (a francia aquarelle szóból) vízben oldódó, áttetsző lazúrfestékkel nagy szemcsés, ún. akvarellpapírra való festés. Az ún. "vízfestés" magába foglalja a gouache ill. az akvarellfestést. A festéket nagyon hígan viszik fel az általában előre benedvesített papírra, amelyen vagy kontúrokat töltenek ki vele vagy szabadon festenek. Ennek a festészeti technikának az értéke a finom, világos, áttetsző színekben van, ami a képnek, különösen a tájképnek nagy frissességet kölcsönöz. Gyors, tovatűnő élmények, jelenségek rögzítésére kiválóan alkalmas. Régebben vázlatok készítésére használták, később önálló technikává vált. Az akvarell legnagyobb mesterei a japánok és a kínaiak, Európában pedig a 19. század angol festői. A 20. és 21. században is készültek és készülnek kiváló akvarell festmények.

## Jellemzői
Az akvarellt vízzel vegyítik, s mivel áttetsző, csak a világostól a sötét felé lehet vele építkezni, nem úgy, mint az olaj- vagy akrilfesték használatakor. A hangsúlyos fényeket úgy érik el, hogy a papír felületét érintetlenül hagyják, vagy a nagyon halvány színeket sötétebbekkel veszik körül. Természetesen a művésznek bizonyos mértékben előre kell terveznie: a munka kezdetén meg kell határozni, hová kerüljenek a színek, de ez más eszközök használatakor is így van – legyen az festés vagy rajzolás. Gyakran a festék maga „uralja“ a festményt, különféle hatások módozatait sugallva, ezáltal dinamizmust és spontaneitást ad a munkának.

## Az akvarellfesték
Az akvarellfestéket a többi festőtechnikában is használt színezőanyagok (pigmentek) és vízben oldható kötőanyag összekeverésével készítik. Az utóbbi lehet gumiarábikum, dextrin stb. Kétfajta festék van: az egyik a klasszikus akvarellfesték, másik a gouache vagy fedőfesték, ami úgy készül, hogy ugyanahhoz a típusú festékhez fehér pigmentet adagolnak a kötőanyagba, és ezáltal átlátszatlan lesz. A gouache-festés technikája hasonló az olaj- vagy az akrilfestés technikájához, mivel a világos festék a sötét fölé kerülhet.

## Az akvarellfestés története

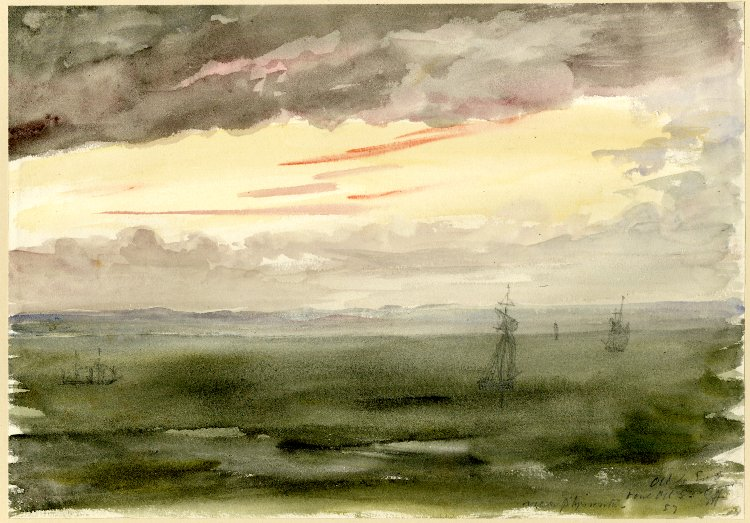
George Hayter akvarellje

Több ezer éves múltja van. Az első ismert példák a barlangfestmények, melyekhez sűrű, átlátszatlan, víz alapú festéket használtak. A korai kínai művészek ezzel szemben puha szőrű ecsettel selyemre és rizspapírra festettek, melyek vízelnyelő tulajdonsága megkívánta a halvány, átlátszó festéket.
A vízfesték erőssége ebben áll: lehetővé teszi, hogy a papír szövete és tónusa elegyedjék a festék színeivel, s ez a fénynek és a mélységnek lélegzetelállító illúzióját kelti. A vízfesték különféle variációit évezredek óta használják. Az ókori egyiptomiak is alkalmazták egy fajtáját a vakolatra felhordva a sírkamrák díszítésére. A nagy német festő, Albrecht Dürer széleskörűen alkalmazta. A 18. századi Angliában a vízfestést a nemzeti művészet szintjére emelték. Paul Sandby, Thomas Girtin, Peter de Wint kizárólag vízfestékkel dolgozott, úgy vélték, hogy ez a tökéletes eszköz, amivel a világos, levegős, „légköri“ hatásokat megjeleníthetik. Minden idők egyik legnagyobb festője, William Turner ugyan olajképeivel szerzett hírnevet, de meglepő gazdagságú és mélységű akvarelleket is alkotott.

## Eszközök
Az akvarellfestészet egyik nagy előnye, hogy csak kevés felszerelésre van szükség, mégpedig olyanra, amit könnyű tárolni. A festékek és ecsetek sokáig használhatók.

### Festékek és színek

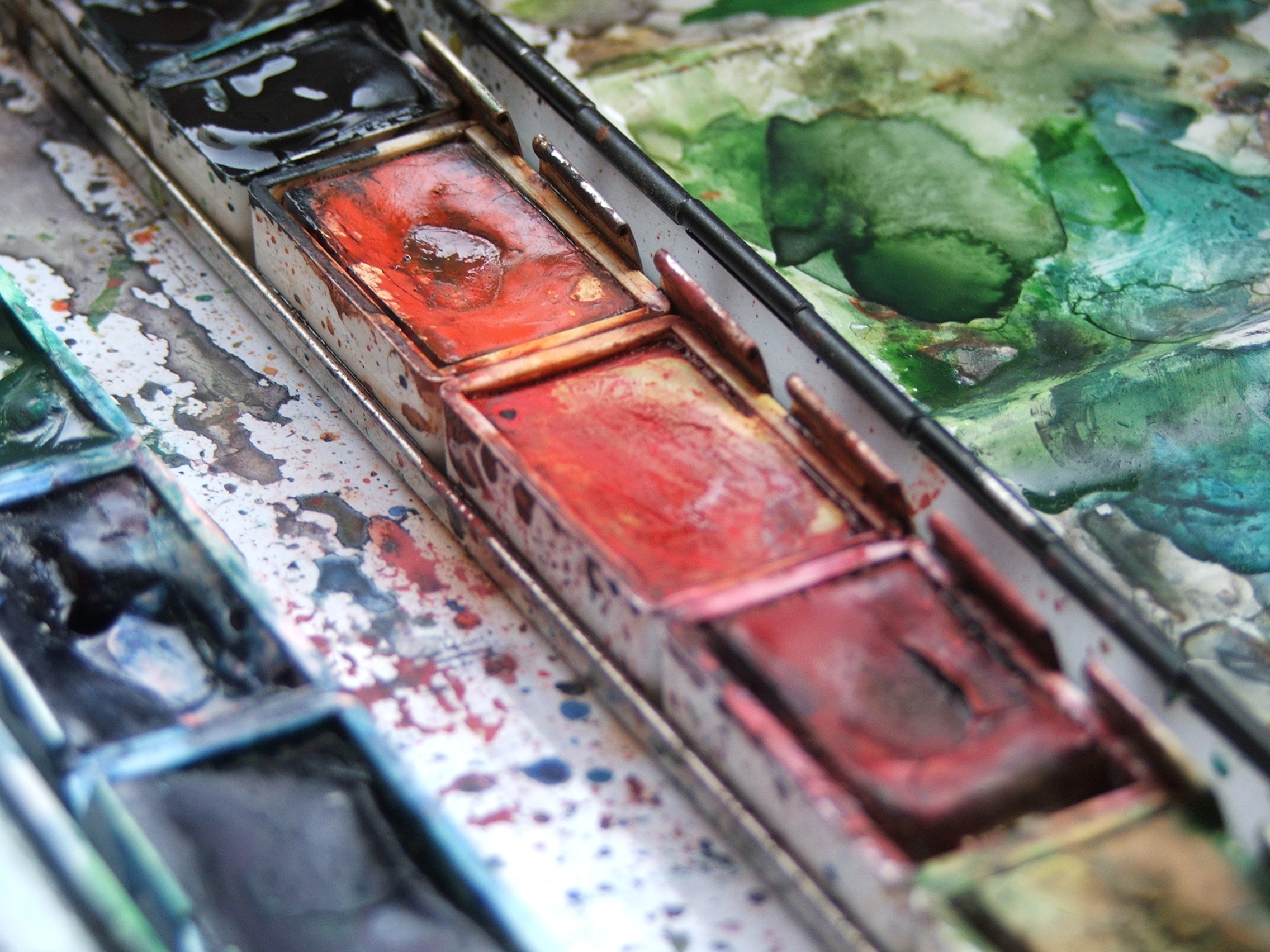
Akvarellfesték-készlet

A készen kapható akvarellfestékek különféle formában és kiszerelésben vásárolhatók meg, leginkább tubusokban és szílkékben. A vízfestéket belehet szerezni egyenként szílkékben, vagy készletben. A gouache festékeket többnyire tubusban árulják. Ezeknek a gyártása során krétát adagolnak a pigmenthez, hogy ezáltal sűrűbbé, opálossá váljanak. A valódi vízfestékekben nincs kréta. Ezeket is lehet kínai fehérrel keverni, hogy átlátszatlanná vagy félig átlátszatlanná tegyük, ezáltal lágyabb és árnyaltabb gouache festéket állíthatunk elő.
Tőlünk függ, hogy tubust vagy szílkét használunk. Mindegyiknek megvan az előnye és hátránya. A tubus főleg azoknak ajánlott, akik inkább zárt térben dolgoznak, és meglehetősen nagy léptékű képeket készítenek. A szílkéket könnyű szállítani, főleg szabadban, kisebb léptékű képeket festők között népszerű.
Amikor színeket vagy palettát vásárolunk, a hivatásos művészek szerinti aranyszabály az, hogy legyen minél egyszerűbb. Kevés festő használ egy tucat színnél többet. Tájképfestéskor hasznos adalék a nedvzöld, a Hooker-zöld, a nyers umbra és a cölinkék. Virágfestéshez az alapszíneket kiegészíthetjük kobaltlilával és citromsárgával.

### Ecsetek
A vízfestéshez általában puha ecseteket használunk. A legjobb minőségűek cobolyszőrből készülnek. Vízfestéshez készülhet még ecset mókusszőrből és ökörszőrből is. A műszálas ecsetek gazdag választékát kínálják a boltok, rendszerint nejlonból készülnek, s bár nem tartják magukban olyan jól a festéket mint a szőrecsetek, finom részletek festésére kiválóak és olcsóbbak. A vízfestéshez nem kell sok ecset, legtöbb esetben három vagy négy is elegendő. Praktikus okokból egy nagy, lapos végű ecset a legjobb a nagy felületek festésére, továbbá két vagy három különféle méretű kerek ecset.

## Ismert akvarellfestők (válogatás)
- Albrecht Dürer (1471–1528)
- Carl Larsson (1853–1919)
- Caspar David Friedrich (1774–1840)
- Emil Nolde (1867–1956)
- Eugène Delacroix (1798–1863)
- Horst Janssen (1929–1995)
- John Gilbert (1817–1897)
- Lovis Corinth (1858–1925)
- Paul Cezanne (1829–1906)
- Paul Gauguin (1848–1903)
- Paul Klee (1879–1940)
- Thomas Gainsborough (1727–1788)
- Vaszilij Kandinszkij (1866–1944)
- William Blake (1757–1827)
- William Turner (1775–1851)

## Galéria

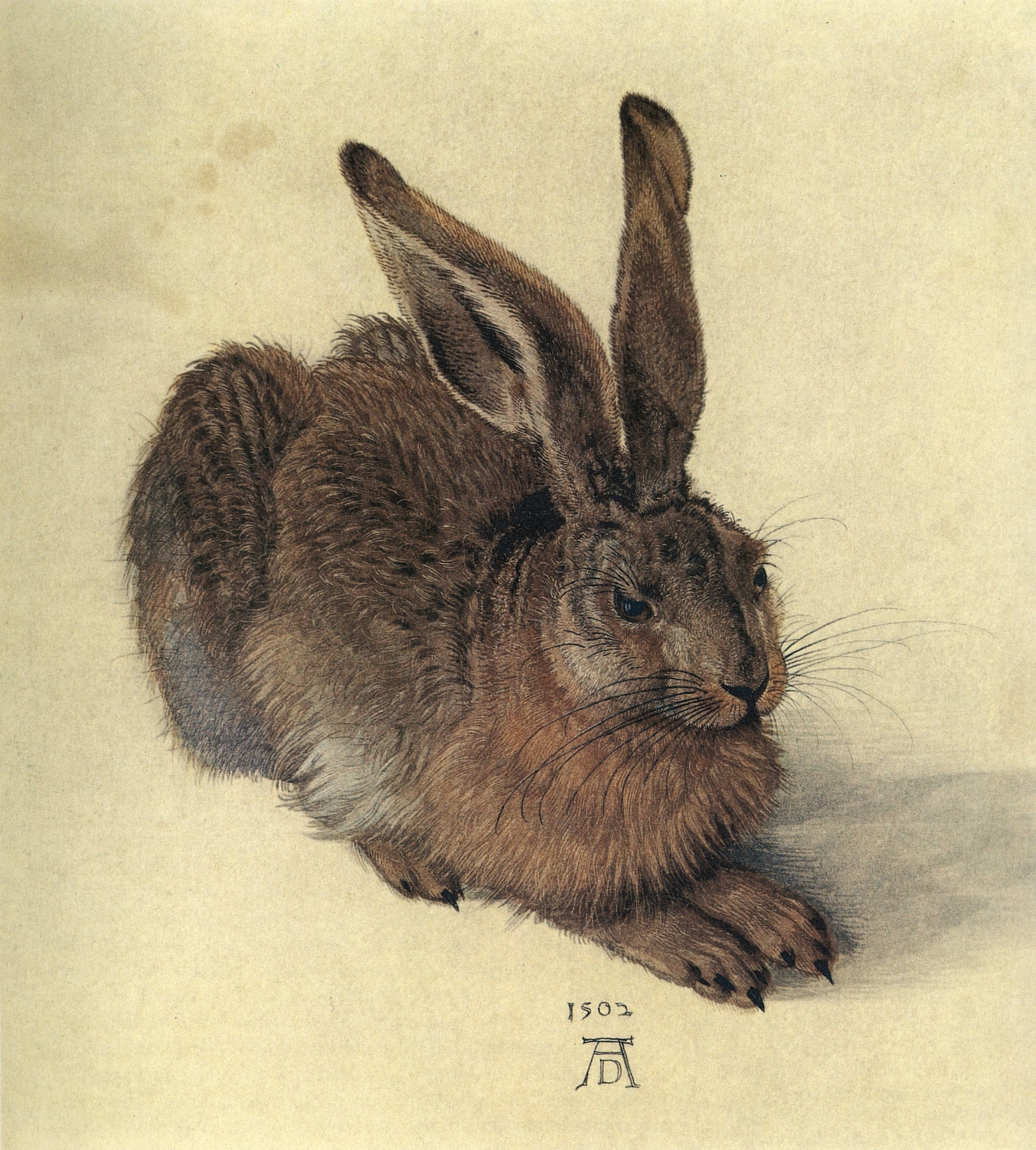
Albrecht Dürer, Kisnyúl, 1502, Albertina, Bécs
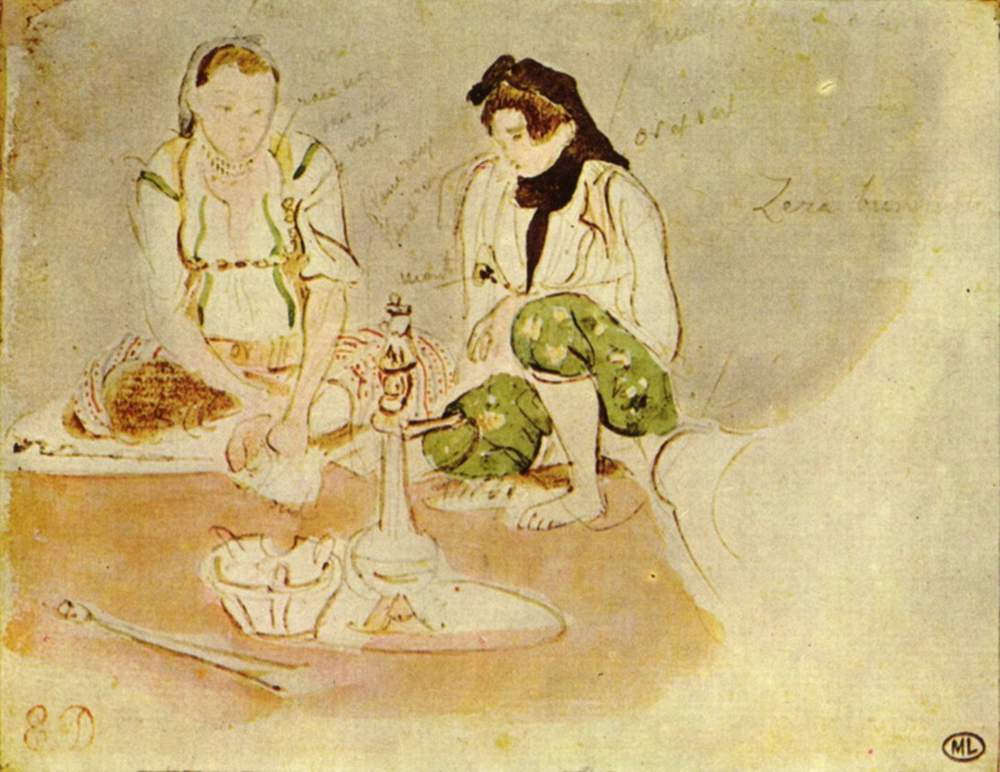
Eugène Delacroix, Algíri nők, 1832
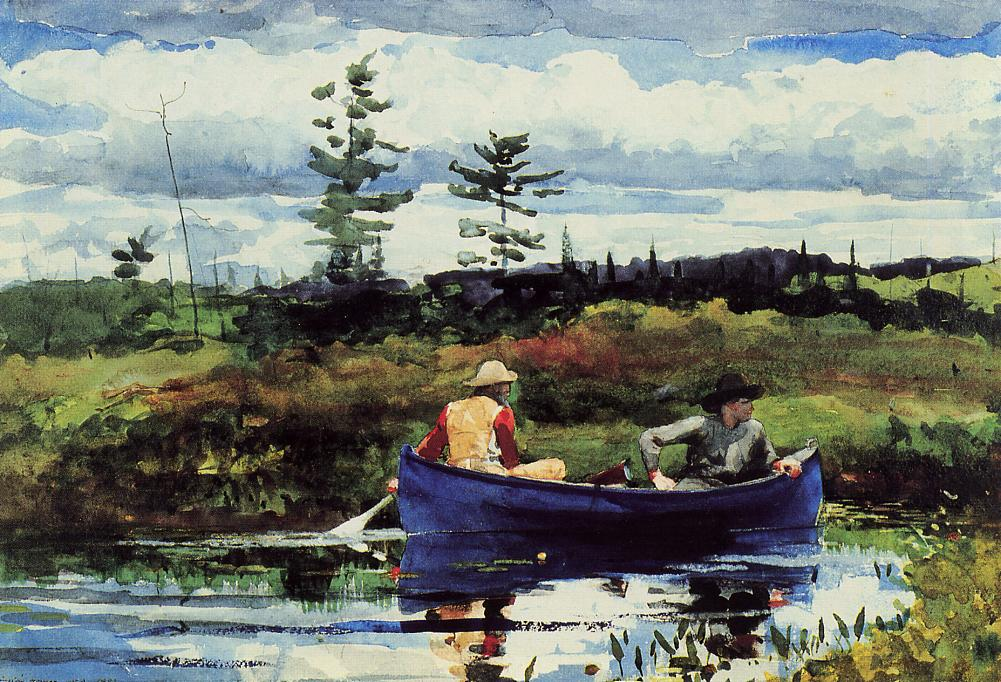
Winslow Homer, A kék csónak, 1892
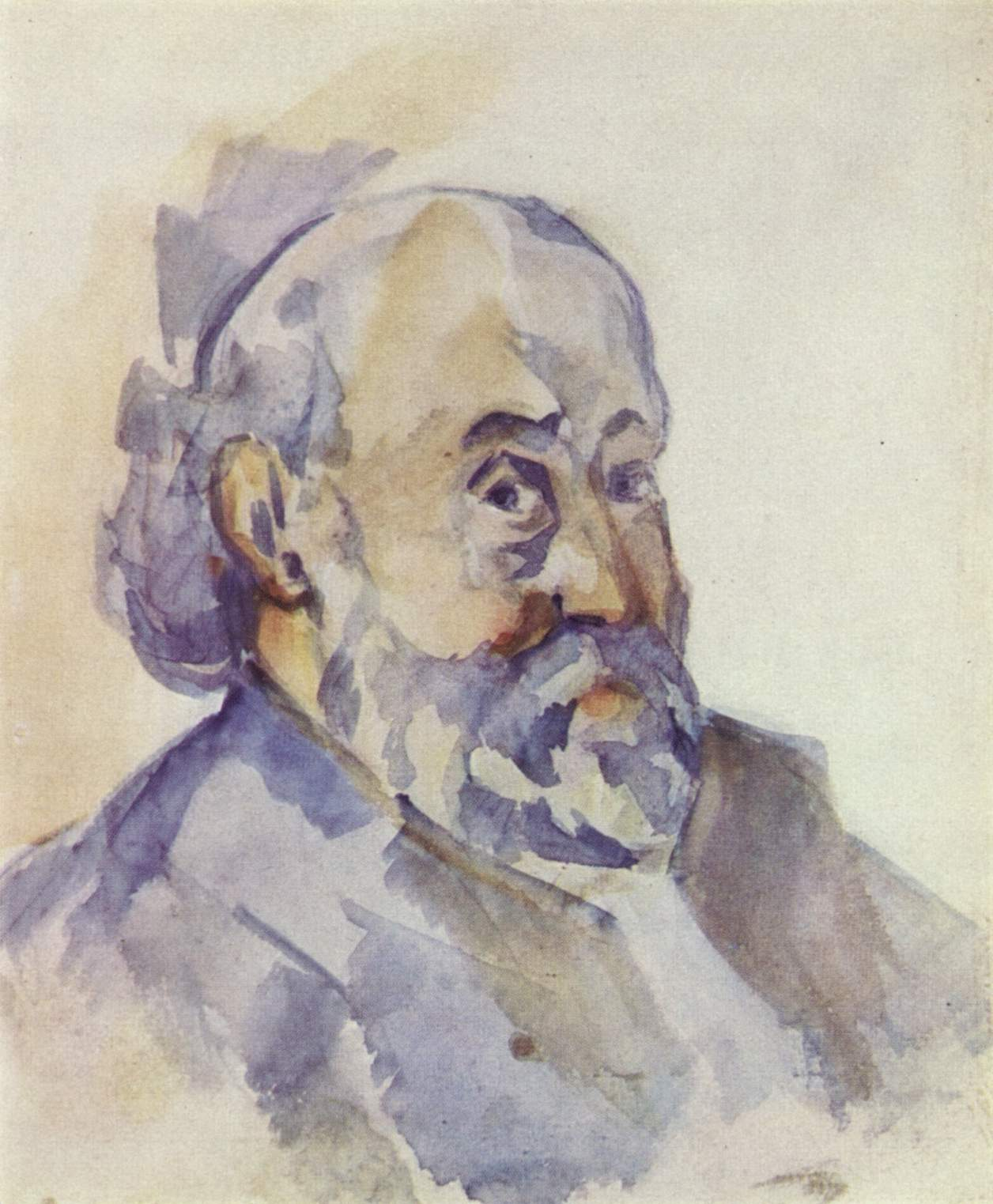
Paul Cezanne, Önarckép, 1895 körül
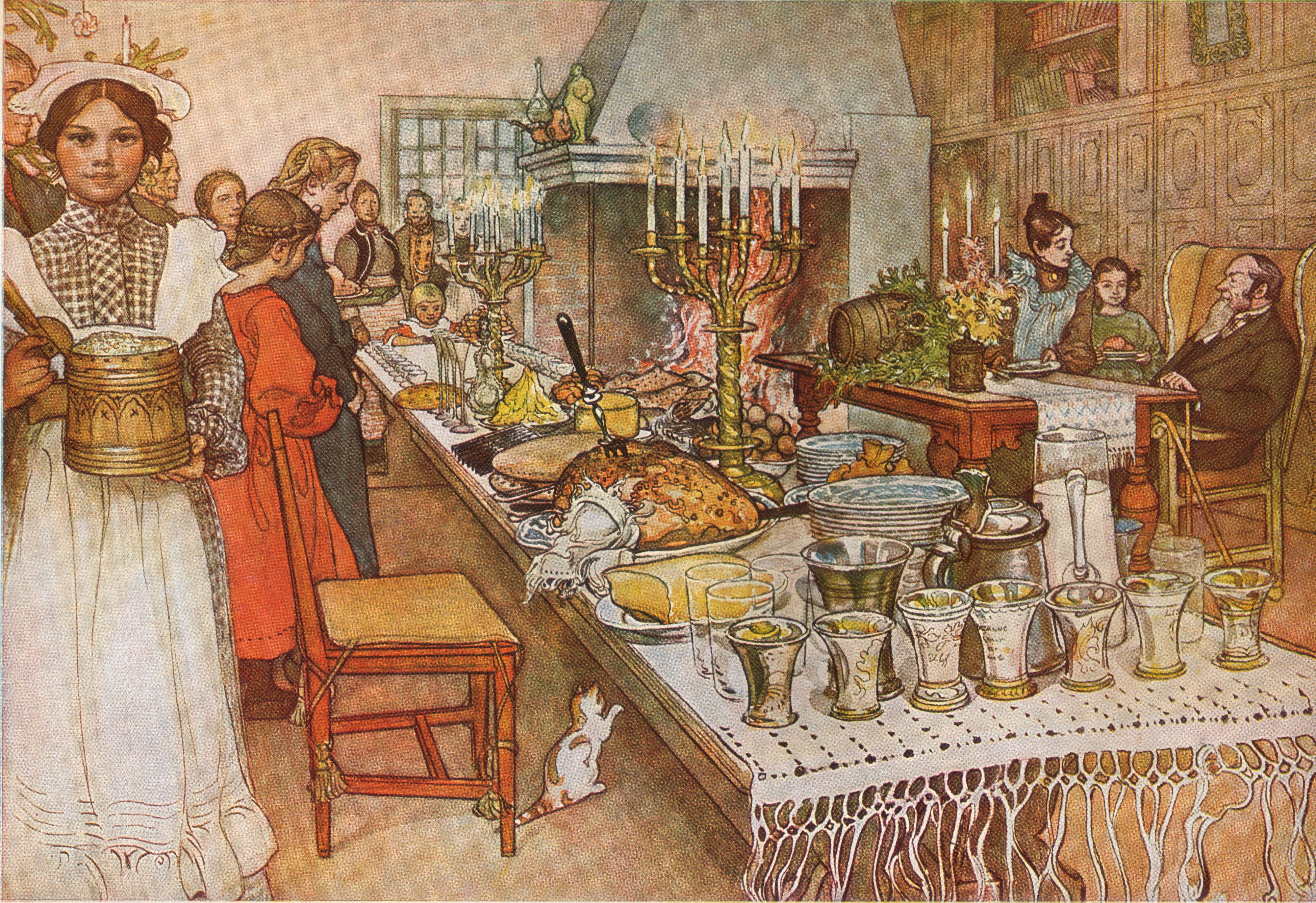
Carl Larsson (1904-05) Szenteste
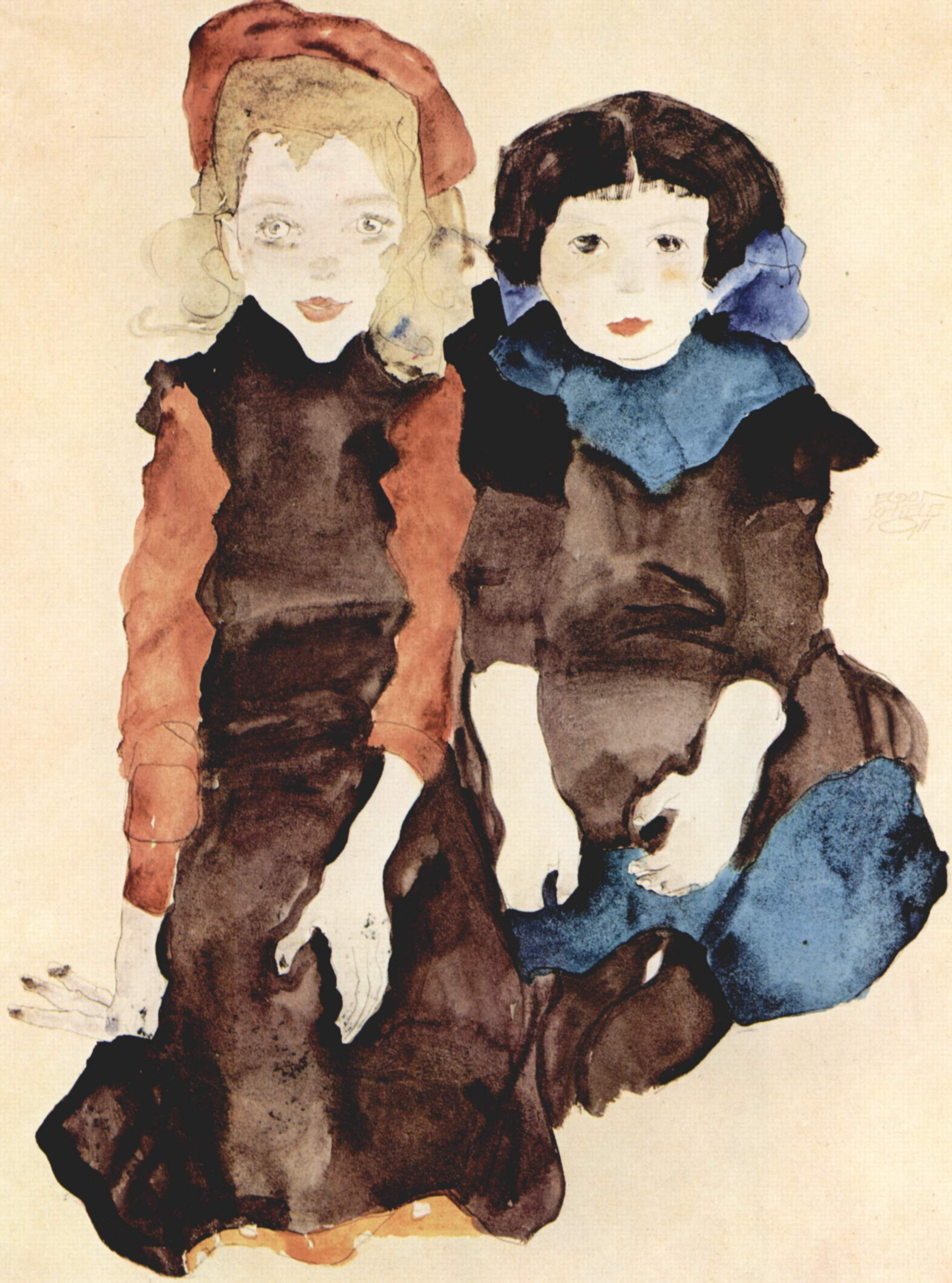
Egon Schiele, Leánykák, 1911
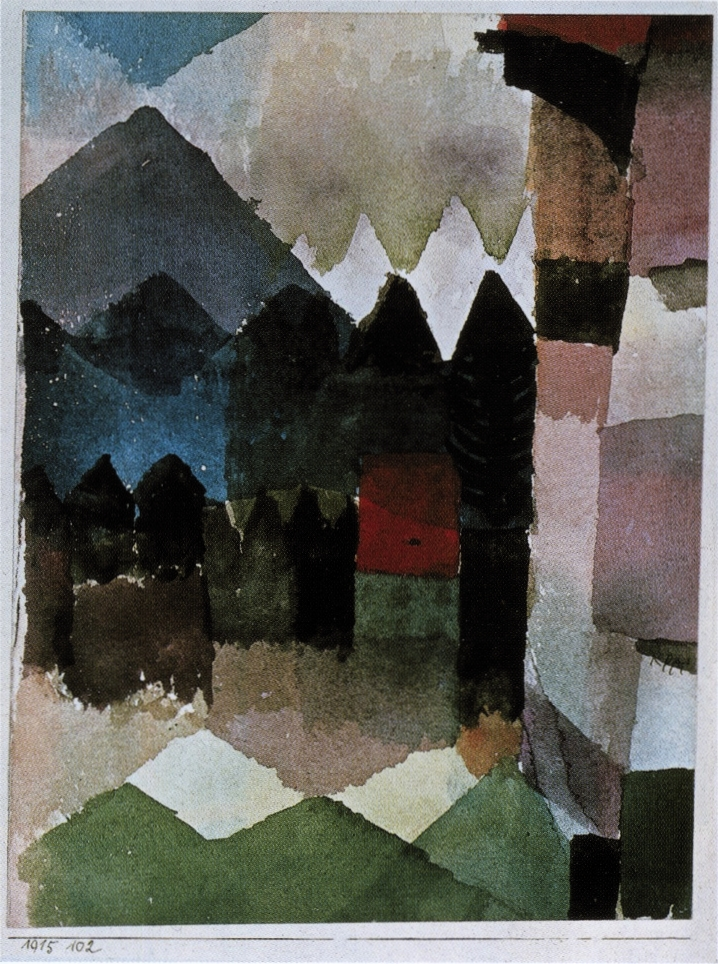
Paul Klee, Szél Marc kertjében, 1915